# Luna

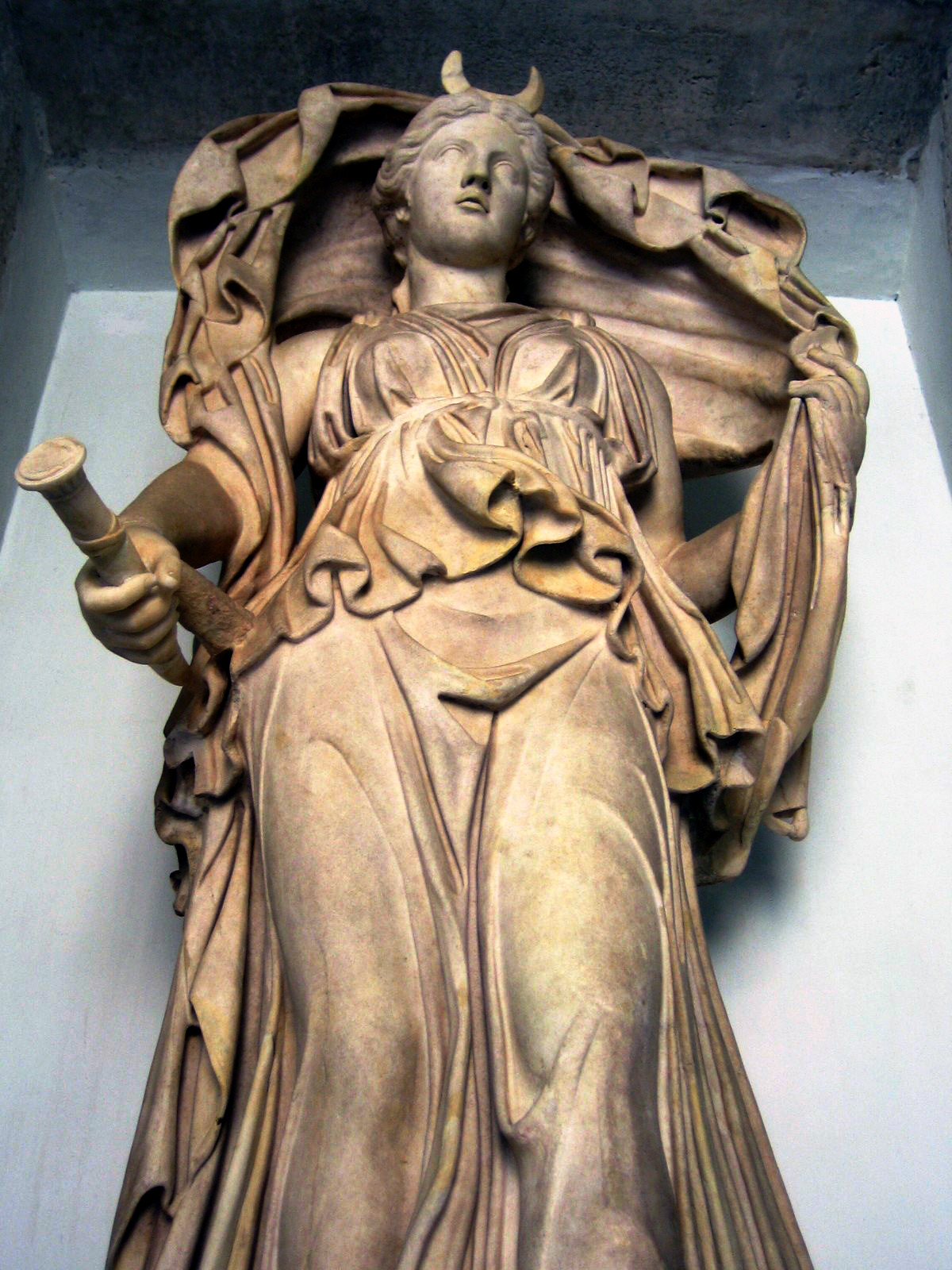
Statue der Mondgöttin (Kapitolinische Museen Rom)

Luna ist in der römischen Mythologie die Mondgöttin; sie entspricht der griechischen Göttin des Mondes Selene („die Leuchtende, Strahlende“).
In romanischen Sprachen hat sich ihr Name als Bezeichnung für den Erdmond erhalten, der hier grammatisch weiblichen Geschlechts ist. Auch in der deutschen Sprache wird die Bezeichnung Luna oder Frau Luna verwendet, vor allem in Übersetzungen, um Probleme beim Geschlechtswechsel zu „der Mond“ zu umgehen.
Der römische Tag der Mondgöttin lunae dies (italienisch lunedì, französisch lundi) wurde als Montag (Mond-Tag) ins Deutsche übernommen. Gebräuchliche Beinamen der Luna in der poetischen Literatur sind Trivia, Phoebe, Lucina, Dictynna und Cynthia.

## Mythologie

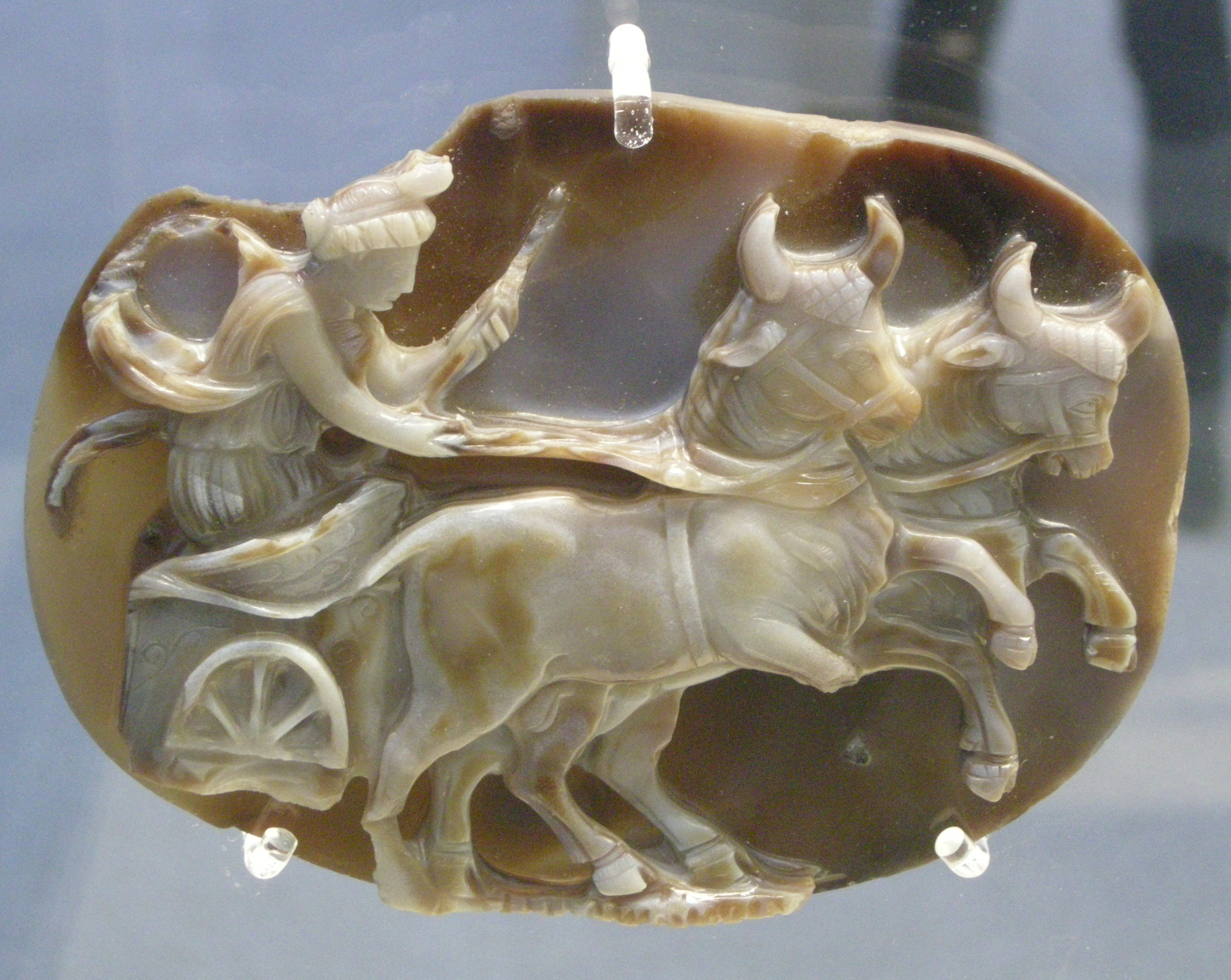
Luna auf einem Zweiergespann (Schmuck-Kamee im British Museum London)

Bereits in der griechischen Mythologie hat die Mondgöttin zwei Geschwister, die von den Römern mit lateinischen Namen übernommen wurden: Lunas Bruder ist der Sonnengott Sol (griechisch Helios), ihre Schwester ist die Morgenröte Aurora (griechisch Eos). Ihre Eltern sind die Titanen Theia und Hyperion.

## Antiker Kult

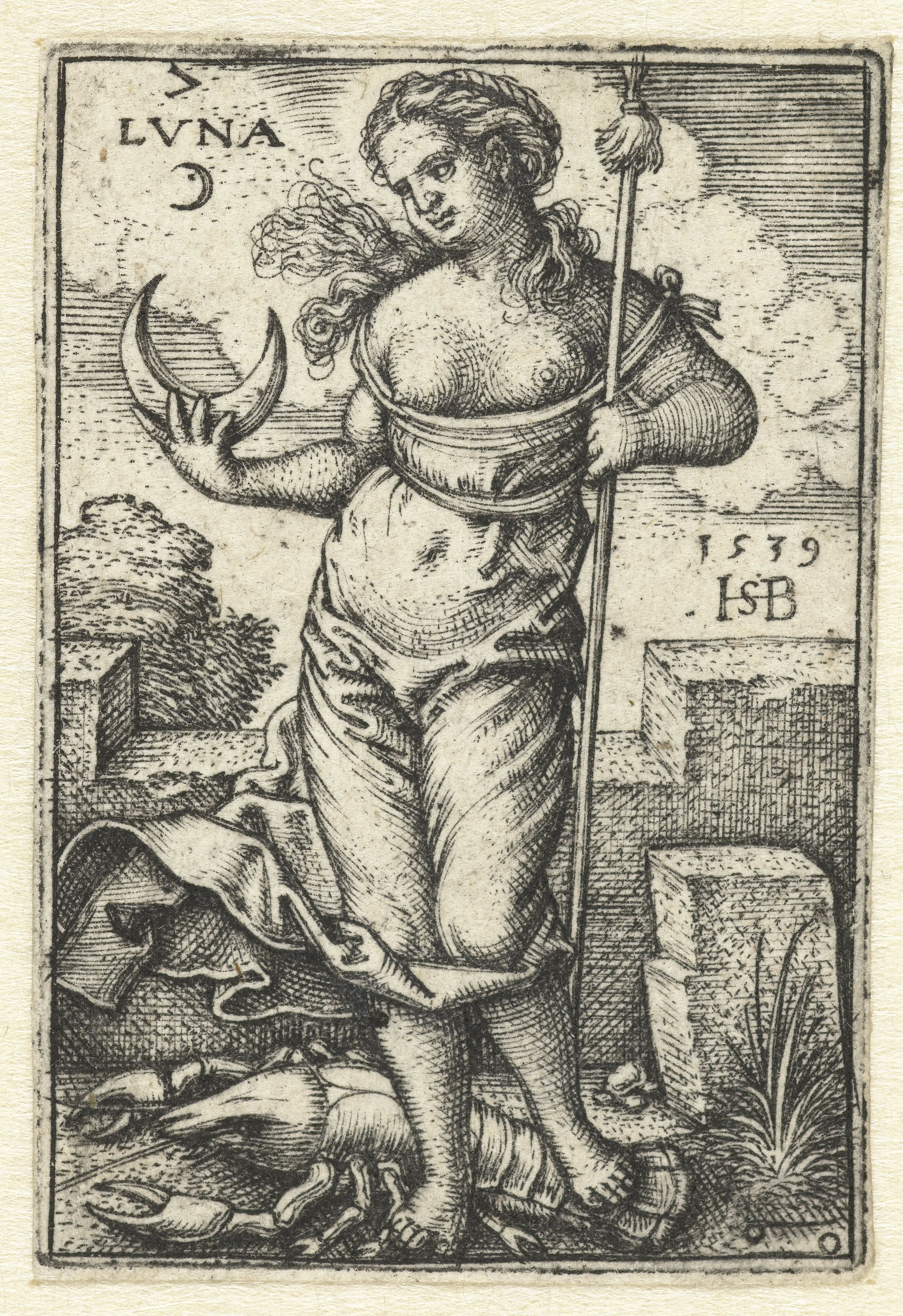
Luna, einer von sieben Planeten (Kupferstich von Hans Sebald Beham, 1539)

Es deutet wenig darauf hin, dass der Mondkult ein ursprünglich italischer Brauch war. Die wahrscheinlichste Erklärung liegt in einem anfänglich latinischen Kult, der durch den Kult der griechischen Göttin Artemis oder Selene beeinflusst wurde. Auf diesem Hintergrund entstanden wahrscheinlich die Darstellungen der Luna als junge Frau auf einem Streitwagen (lateinisch biga). Auch Lunas Bruder, der Sonnengott Sol, fährt auf einem Streitwagen über das Himmelsgewölbe.
Wie Sol war auch Luna eine Schutzgottheit des römischen Zirkus. Beide zusammen, er aufsteigend, sie herabsteigend, dienten als bildliche Vorstellung der Ewigkeit.
Im antiken Rom war ihr der Tempel der Luna auf dem Aventin-Hügel geweiht, wo sie als Monatsgöttin am letzten Tag des März verehrt wurde, bis 153 v. Chr. der erste Monat im altrömischen Jahr. Dieser Tempel wurde der Sage nach von Servius Tullius gegründet. Er stand in der Nähe der Diana- und Ceres-Heiligtümer und brannte 64 n. Chr. beim großen Brand von Rom nieder. Als Luna Noctiluca (etwa „Leuchterin der Nacht“) war ihr ein Tempel auf dem Palatin-Hügel geweiht, der nachts erleuchtet war und vermutlich im gleichen Jahr ebenfalls zerstört wurde.
In der römischen Republik scheint der Luna-Kult von nur geringer Bedeutung gewesen zu sein, da sich wenige Meldungen über Wunderzeichen (Prodigien) auf Luna beziehen.
Im Volksglauben scheint ihr Kult aber eine gewisse Bedeutung gehabt zu haben, wie Reaktionen von einfachen Leuten auf eine Mondfinsternis zeigen.
In der römischen Kaiserzeit wurde Luna vor allem als Gegenstück zu Sol dargestellt. Der jeweilige Herrscher wurde als Sonne und seine Ehefrau als Mond dargestellt, und diese göttliche Ordnung wurde auf die politischen Zustände übertragen.

## Rezeption
Im Jahr 1532 wurde in Lüneburg der Lunabrunnen mit einer bronzenen Statue der Mondgöttin mit Pfeil und Bogen errichtet; 1972 erfolgte eine Nachbildung. Die Band Jeremias veröffentlichte 2025 ein Lied mit dem Titel luna.